# Más allá del sol
Más allá del sol es un largometraje argentino estrenado el 26 de junio de 1975. De carácter biográfico, narra la vida del pionero de la aviación en Argentina Jorge Newbery. Fue la última película dirigida por Hugo Fregonese.

## Reparto
- Germán Kraus ... Jorge Newbery
- Pablo Alarcón
- María Rosa Gallo
- Víctor Bruno
- Alberto Segado
- Luis Cordara
- Miguel Ángel Solá
- Carlos Olivieri
- Héctor Gióvine
- Edgardo Lusi
- Fernando Labat
- Maurice Jouvet
- Jorge Rivera López
- León Sarthié
- Silvia Arbisu
- Roberto Airaldi
- Carlos Vanoni
- Fernando Iglesias (Tacholas)
- Silvia Albizu